# Kallikantzaros

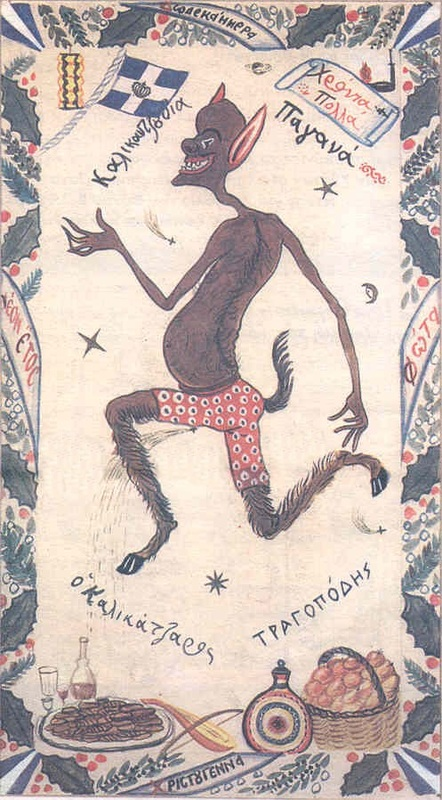
Kallikantzaros

Kallikantzaros (řecky καλικάντζαρος, plurál καλικάντζαροι kallikantzaroi) je v řeckém folklóru zlovolná mytická bytost, která během Vánoc opouští podsvětí a pohybuje se na zemi. Pod řeckým vlivem je toto stvoření známo také mezi Srby, Makedonci a Bulhary, kde je zpravidla označováno jako karakondžul, a mezi Albánci.

## Kallikantzaros
V Řecku je víra v kallikantzaroi tradiční především pro Egejské ostrovy, Krétu a Messénii. O nocích během Vánoc se pohybují po světě, osedlávají lidi a připravují je o sexuální energii – podobně jako alpští alpové. Také se o nich tvrdilo, že hasí ohně v domácnostech, močí na zásoby potravin a řezají do kořenů světového stromu. Jsou však náchylní na sluneční světlo a na oheň, obojí je spolehlivě zabije, nebo mohou být uvrhnuti do plamenů počítáním do tří, což je číslo odkazující na Svatou trojici. Domov před nimi ochrání pověšení cedníku či klubka na jeho práh, nebo pálení soli a staré boty v krbu. Odvráceni jsou také kostelním zvoněním a zpěvem koled.
Věřilo se že pokud dítě, které bylo počato 25. března, tedy na svátek Zvěstování Panny Marie, a narozeno mezi 17. a 23. prosincem, nebo na Boží hod, nebude ovázáno česnekem a opáleno na palcích u nohy, tak se stane právě touto bytostí. Kallikantzaroi se vyznačují černou kůží, velkými zuby, drápy, rohy, kopyty a jinými zvířecími rysy.

## Karakondžul
U Srbů, Makedonců a Bulharů je tato bytost známá pod jménem karakondžul a jeho variantami. Je považována za nočního ducha, často přirovnávána k upírovi a vlkodlakovi a mívá podobu černého člověko-koně, někdy okřídleného, různých zvířat, jako slepice, psa, kočky, žáby či medvěda, nebo člověka s různými fyzickými zvláštnostmi: srstí, rohy a ocasem, nebo naplněného vodou. Viditelný má být jen lidem, co se narodili v sobotu. Během Vánoc napadá lidi: v lese je přepadne a osedlá, u vody topí a doma na ně může seslat nemoc. Také se věří, že pije lidskou krev a unáší a požírá děti.
Ve folklóru je zmiňována řada možností prevence jeho útoku či ochrany před ním, například nevycházení po setmění z domu či nevykonávání určitých prací během určitých dnů. Odvracet jej má zdroj světla, v Rodopech se věřilo, že karakondžulové zmizeli s příchodem elektřiny. Mezi další prostředky ochrany patří znamení kříže, česnek, uzlík se solí a chlebem, sypání popela okolo domu či kropení pokojů svěcenou vodou na svatého Ignáce.